# 磁碟鏡像
磁碟鏡像（英語：Disk mirroring），是為硬碟或光碟製作鏡像（mirror）的過程。

## 词义辩析
“磁盘镜像”一词一般有两种不同含义。一种是指复制到相同功能的存储装置中以起到增强数据整合度、增强容错功能、增加吞吐量等作用（如RAID）。这时对应英文一般为Disk Mirror，以下称为磁盘镜像。另一种含义是指复制到不同的装置或数据格式，主要用于数据备份。这时对应英文一般为Disk Image，以下称为“磁盘映像”。通常在使用中这两者都称为“镜像”或“磁盘镜像”。Disk Mirror在台灣IT界被称为“磁碟鏡射”，它可以將Disk drive的內容與資料，猶如照鏡子時影像的反射一般，將資料一模一樣地複製一份，因此被称为“磁碟鏡射”。

## 磁盘镜像
磁盘镜像，指实时的将一个逻辑磁盘卷上的数据复制到若干个逻辑磁盘卷上，以确保其连续可用性、一致性及准确性。镜像卷是指某个逻辑磁盘卷的单独且完整的拷贝。远程磁盘镜像的技术可用于灾难恢复。由所使用技术的不同，磁盘镜像可以由同步、异步、半同步、时间点等等方式建立。
磁盘镜像由储存子系统里的微代码来实现，有时也借助于主机上的其它软件。由于镜像的过程所依赖的微代码和硬件密切相关，不同的储存设备供应商对于磁盘镜像的实现都会有所不同。
真正的同步磁盘镜像可以实现无损失的恢复点目标。异步磁盘镜像可以实现几秒钟的RPO。其它的技术则可以实现几分钟到几小时的RPO。
磁盘镜像主要用于企业数据储存和磁盘阵列技术（例如RAID-1）。

## 磁盘映像
磁盘映像，是指將有某種儲存裝置（例如光碟、硬碟分區或整個硬碟）的完整內容及結構保存為一個電腦檔案，所以通常這些檔案很大。
最常用到的磁碟鏡像是光盘镜像，是指從光碟製作的鏡像。簡單地說，光盘镜像就是光碟的拷貝，所有的資料都存在一個檔案中，藉此保存CD、DVD或BD的結構及完整性，光盘镜像通常是以ISO 9660格式存储的，
隨身碟或軟碟的鏡像檔為IMG格式；而諾頓魅影系統則可以為硬碟產生GHO格式（版本9.0以後為V2I格式）的鏡像；Mac OS X常用的磁盘映像文件为DMG格式，常常用于打包软件用于网络分发，或备份磁盘等。

## 映像檔副檔名
- ISO
- NRG
- MDX
- GHO
- VHD
- VHDX
- MDS+MDF
- BIN+CUE
- ISZ
- IMG
- CCD
- SUB
- DMG